# Централноамериканска мазама
Централноамериканска мазама (Mazama temama) е вид бозайник от семейство Еленови (Cervidae).

## Разпространение и местообитание
Разпространен е в Белиз, Колумбия, Коста Рика, Салвадор, Гватемала, Хондурас, Мексико, Никарагуа и Панама.